# Парк Мускау
51°33′ пн. ш. 14°43′ сх. д. / 51.550° пн. ш. 14.717° сх. д.
Парк князя Пюклера в Бад-Мускау (нім. Fürst-Pückler-Park Bad Muskau, пол. Park Mużakowski) — найбільший англійський ландшафтний парк в Центральній Європі, що займає 545 гектарів у Верхній Лужиці на кордоні між Німеччиною та Польщею. Дві третини парку розташовані східніше прикордонної річки Нейсе та з 1945 року відносяться до польської Ленкниці. Обидві частині парку поєднує міст через Нейсе.

## Історія
Оформлення парку почалося в 1815 році при підтримці Якоба Генріха Редера. Пізніше парком займався учень Пюклера Едуард Петцольд, оскільки вже у 1845 році князь Пюклер був вимушений продати Мускау за борги.
Спочатку парк оточував місто Мускау і декілька сіл. Сьогодні на території парку все ще перебуває оновлений Пюклером палац Мускау — Новий палац, музей ренесансної архітектури — Старий палац, старовинний Тропічний будинок з кактусами, Кавалерський будинок для розміщення двору, де зараз розміщується грязьова лікарня, купальні, і гірська зони парку, палацовий парк, а також побудована в мавританському стилі оранжерея. Відомий в Європі своєю різноманітністю видів розплідник дерев «Мускауський дендрарій» (лат. Arboretum Muscaviense), на жаль, не зберігся.
Графи фон Арнім, що володіли парком до 1945 року, не наглядали за ним. Граф Пюклер, юнкер і космополіт, у нової влади НДР вважався персона нон ґрата. Однак завдяки директору парку Курту Курланду німецька частина парку отримала в 1965 році статус природного та архітектурного об'єкта і зберегла свій унікальний характер. Польська частина також була передана під захист органів охорони природи, територія польського парку збільшувалася до 1990-х років.
Парк князя Пюклера в Бад-Мускау був внесений до «Синьої книги». 2 липня 2004 року парк Мускау був внесений до Списку об'єктів Світової спадщини ЮНЕСКО.

## Галерея

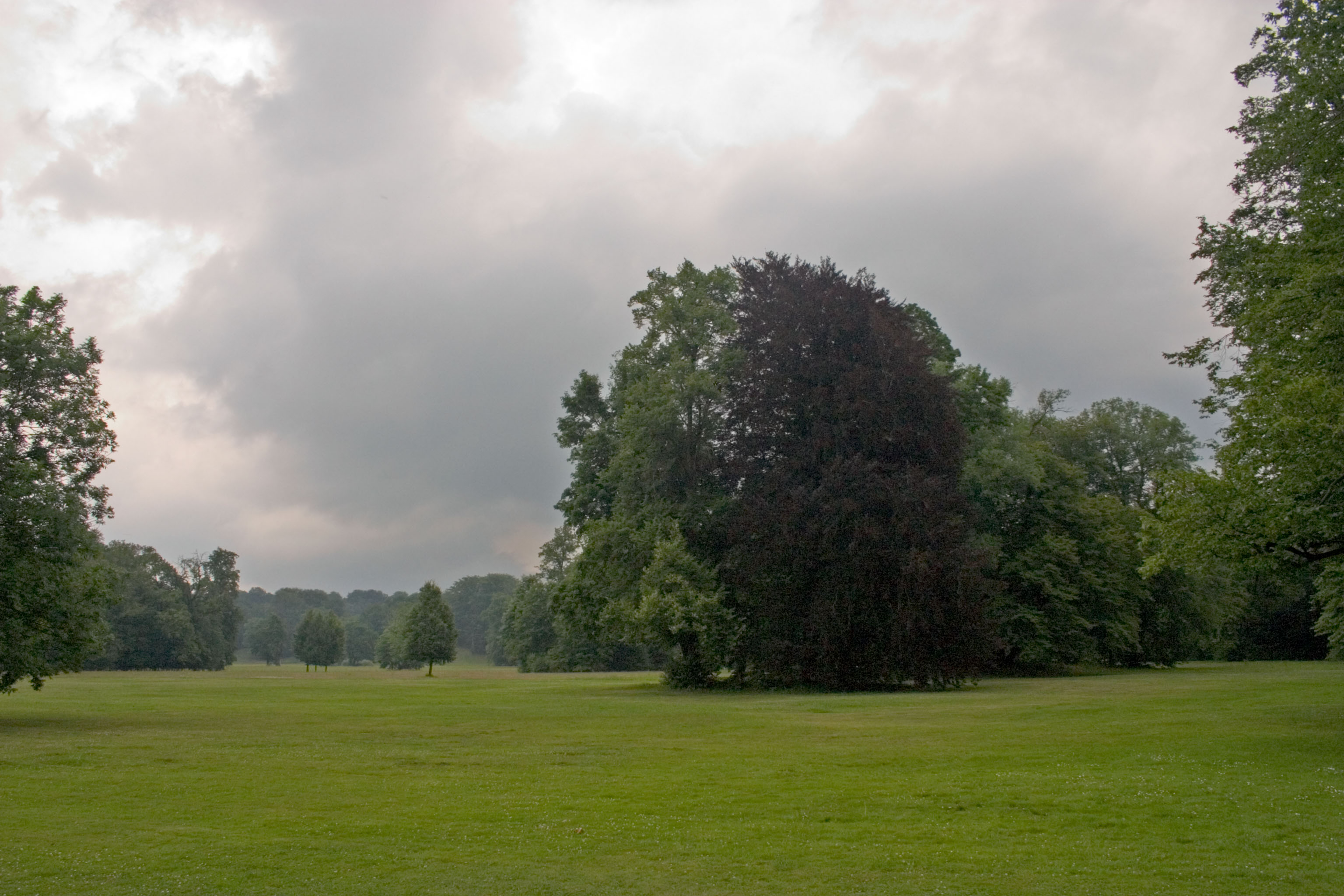
Вражаючі далекі види — відмітна особливість парку Мускау
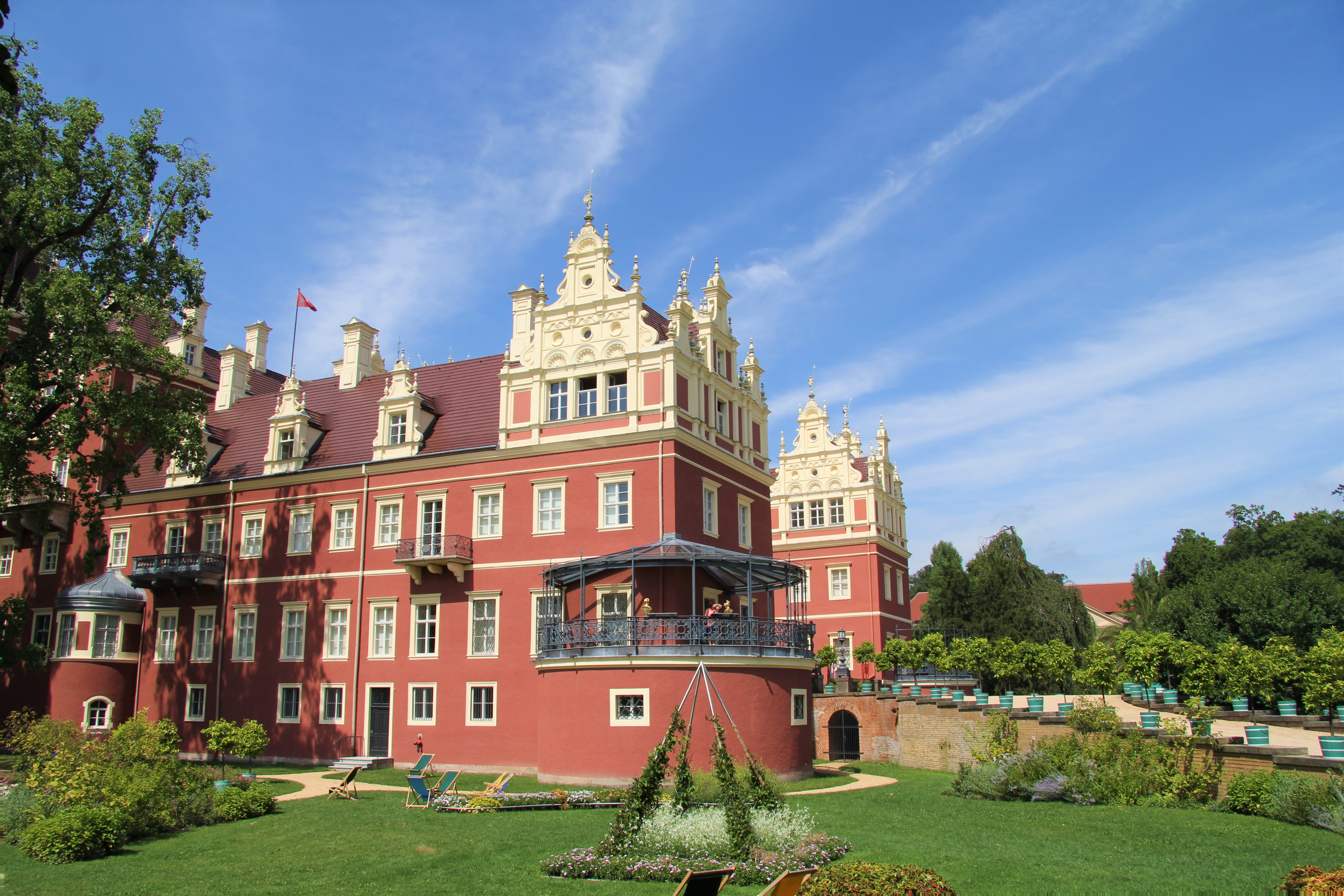
Новий палац в Бад-Мускау
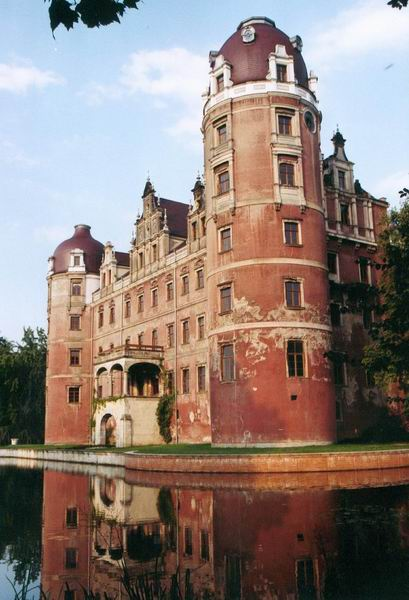
Новий палац в парку Мускау
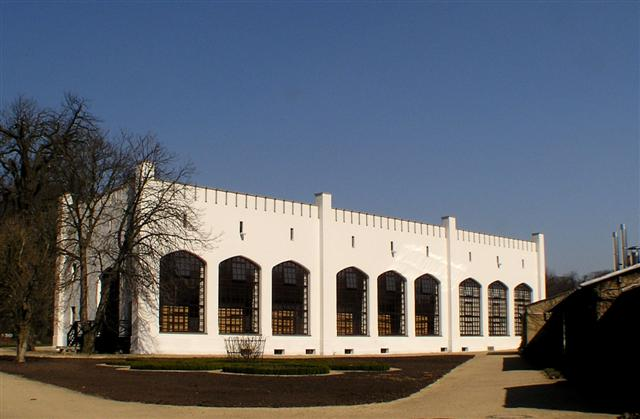
Оранжерея
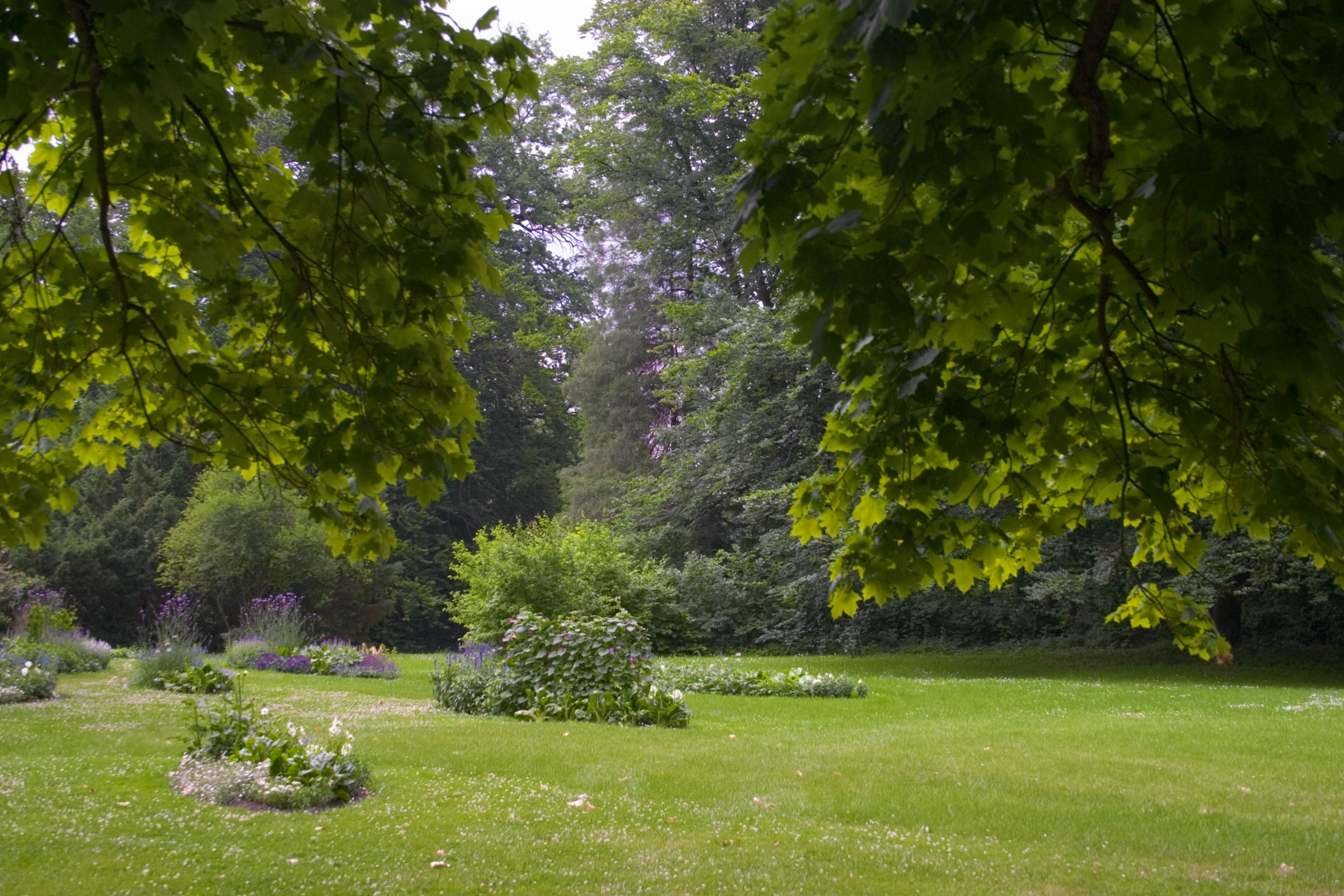
Квіткові клумби на розважальному майданчику парку